# Alexandra Daum
Alexandra Daum (* 22. Juli 1986 in St. Johann in Tirol) ist eine ehemalige österreichische Skirennläuferin. Sie war auf die technischen Disziplinen Slalom und Riesenslalom spezialisiert und gehörte dem B-Kader des Österreichischen Skiverbandes (ÖSV) an.

## Biografie
Alexandra Daum absolvierte das Skigymnasium in Stams, an dem sie 2005 maturierte. Bei FIS-Rennen nahm sie erstmals im Dezember 2001 teil, bisher konnte sie dreimal gewinnen. Ihr erstes Rennen im Europacup fuhr sie im Dezember 2004 und erreichte am 18. Februar 2009 im Slalom von Zakopane ihren ersten Podestplatz. Ihre junge Karriere war bereits von mehreren verletzungsbedingten Rückschlägen gekennzeichnet, unter anderem drei Kreuzbandrisse und im Frühjahr 2008 eine Operation am linken Knie. Im Weltcup ging Daum erstmals am 14. Dezember 2008 im Slalom von La Molina an den Start. Am 30. Jänner 2009 belegte sie im Slalom von Garmisch-Partenkirchen Rang 24, wurde damit beste Österreicherin und gewann ihre ersten Weltcuppunkte. Am 7. März 2009 fuhr sie im Slalom von Ofterschwang mit Laufbestzeit im zweiten Durchgang auf den elften Platz, der für die nächsten drei Jahre ihr bestes Weltcupergebnis blieb. Am 17. März 2009 wurde sie bei den Österreichischen Meisterschaften im Slalom Zweite hinter Kathrin Zettel.
Am 29. November 2009 stürzte Daum im ersten Durchgang des Slaloms in Aspen schwer und zog sich eine Knieverletzung zu. Sie musste die restliche Saison 2009/10 pausieren. Nach knapp einjähriger Rennpause belegte sie bei ihrem Comebackrennen, dem Weltcupslalom im finnischen Levi am 13. November 2010, den 26. Platz. Im weiteren Verlauf der Saison 2010/11 konnte sie weitere zwei Mal im Weltcup punkten, wobei ihr bestes Saisonergebnis der 21. Platz im Slalom von Aspen war. In der Saison 2011/12 erreichte sie in zwei Weltcupslaloms Platzierungen unter den besten 15, wobei sie mit Rang elf in Ofterschwang ihr damaliges Bestergebnis egalisierte.
Zu Beginn der Saison 2012/13 gelang Daum ihr erstes Top-10-Ergebnis im Weltcup, als sie im Slalom von Levi den neunten Platz belegte.
Daum ist ehemalige Sportlerin des Heeressportzentrums des Österreichischen Bundesheers.

## Erfolge

### Juniorenweltmeisterschaften
- Québec 2006: 13. Slalom

### Weltcup
- 4 Platzierungen unter den besten zehn

### Europacup
- 2 Podestplätze

### Weitere Erfolge
- Österreichische Vizemeisterin im Slalom 2009
- Österreichische Meisterin im Slalom 2013
- 10 Siege in FIS-Rennen